# オーストラリア (競走馬)
オーストラリア  (Australia、2011年4月8日 -) は、イギリス産のサラブレッド競走馬で、2014年のイギリスダービー馬である。2歳時 (2013年) にブリーダーズカップジュベナイルターフトライアルステークスでの「素晴らしい」勝利など2勝をあげ、管理調教師のエイダン・オブライエンからも高い評価を受けることになった。イギリスダービー優勝に先立って、5月の2000ギニーではナイトオブサンダー、キングマンに次ぐ3着になっている。

## 背景
オーストラリアは栗毛の牡馬で、額には細い流星がある。生産者はニューマーケット (en:Newmarket,_Suffolk) に本拠を置くスタンリーハウススタッド (Stanley House stud) である。
オーストラリアの父ガリレオはイギリスダービー優勝馬で、種牡馬として大成功し、5度のチャンピオンサイアーになっている。ガリレオの産駒には既にイギリスダービー優勝馬が2頭おり、それは2007年優勝馬のニューアプローチと2013年優勝馬のルーラーオブザワールド (en:Ruler of the World)である。
オーストラリアの母ウィジャボードはG1を7勝している。その中には2004年のオークスも含まれており、カルティエ賞全欧年度代表馬に2回選出されている。オーストラリアはウィジャボードの4番仔で、ガリレオを父にもつものとしては2番目の仔である。
オーストラリアの全姉フィリアレジナ (Filia Regina) はヤーマス競馬場 (en:Great Yarmouth Racecourse) でハンデ競走を1勝しただけの低い成績におわった。また、半兄のアワヴードゥープリンス (Our Voodoo Prince) はイギリスで3勝したあと売却され、いまはオーストラリアのクリス・ウォーラー調教師 (Chris Waller) のもとにいる。
オーストラリアは、2012年10月にタタソールズの1歳馬のセリに出され、ブラッドストック社のエージェントであるダーモット“デミ”オバイアン (Dermot "Demi" O'Byrne) が、ジョン・マグナー (クールモアグループ代表) の代理人として525,000ギニーで落札した。
競走馬としては、オーストラリアの所有権は共有名義で走ることになる。共有者は、スーザン・マグナー (Susan Magnier) 、デリック・スミス (Derrick Smith) 、マイケル・テイバーと、マレーシアの建築家 (architect) ・事業家で、デザート・スターホールディング (Desert Star Holdings) 会長の張祖徳 (Teo Ah Khing、テオ・アー・キン) である。
騎手のジョセフ・オブライエンはオーストラリアの全ての出走競走に騎乗し、服色はデリック・スミスの紫の絹の勝負服をずっと着用している。
共同オーナーのスーザン・マグナーは、クールモアグループの代表ジョン・マグナーの妻で、クールモアグループは競走馬の命名をスーザン・マグナーに任せている。ジョン・マグナーによれば、彼らはオーストラリア (国) にもっているスタッド (種牡馬牧場) にいつか名馬を繋養したいと望んでおり、それゆえにこの競走馬に「オーストラリア」と名付けたのだろうと語っている。

## 競走成績

### 2歳時（2013年）
オーストラリアの初戦は、6月30日のカラ競馬場の7ハロン（約1408メートル）メイドン戦（0勝馬による競走）だった。オーストラリアは本命だったが、スタートで後手を踏み、ゴール前ですごーーく（stroongly）追い上げたが、ジム・ボルジャー厩舎のルネサンスアート（Renaissance Art）にクビ差及ばず2着に終わった。
7月20日に同じコース (カラ競馬場7ハロン) のメイドン戦に出走。11頭中1番人気、単勝1.3倍という圧倒的人気を裏切ることなく勝利を収めた 。
オーストラリアの3戦目は、9月7日のレパーズタウン競馬場のブリーダーズカップジュヴェナイルターフトライアルステークス (G3、1マイル＝約1609メートル) だった。この時は4頭中2番人気だった。1番人気はダーモット・ウェルド厩舎のフリーイーグル (Free Eagle) で、フリーイーグルはデビュー戦を5馬身半差で勝ってきた馬だった。オーストラリアは、キングフィッシャー (Kingfisher) とフリーイーグルに次ぐ3番手を進み、残り1ハロン（約201メートル）あたりで先頭に立った。ゴール前で加速すると後続に6馬身の差をつけ、「素晴らしい」勝利をおさめた。

### 3歳時（2014年）
2014年、オーストラリアは春のクラシック前哨戦に出ることなく、イギリス三冠初戦の2000ギニーにぶっつけ (前哨戦に出走せず、直接本戦に臨むこと) で出走した。5月3日にニューマーケット競馬場のロウリーマイルコース (直線走路) で行われた2000ギニーでは、3.5倍の2番人気になった。スタートすると、馬群は幅の広いロウリーマイルコースを左右2つのグループに分かれて進んだが、オーストラリアはそのうちスタンド側 (騎手の目線からは左手側) の集団にいた。オーストラリアはレースの終盤にこの集団の先頭に出たが、反対側を進んだ集団にいたナイトオブサンダーとキングマンが1、2着となり、オーストラリアは3着だった。
2000ギニーのあと、オブライエンは結果に満足していると述べ、イギリスダービーの早売り馬券の倍率は3.25倍から2.75倍へ下がった。オーストラリアは伝統的なダービーの前哨戦には一切出なかったが、有力馬と目されていたゴドルフィングループのトゥルーストーリー（True Story）がダンテステークスで凡走したため、オーストラリアの馬券の倍率はますます下がった。大手ブックメーカーのコーラル社 (en:Gala Coral Group) はオーストラリアに1.66倍のオッズをつけた。
バリードイルで調教を受けた僚馬のうち、オーケストラ (Orchestra) はチェスターヴェースに勝ったが、この競走は前年の勝馬ルーラーオブザワールドがその後ダービーに優勝していたので、オーケストラの前売り馬券の倍率が下がった。キングフィッシャーはディーステークスに勝ち、この年からG3に格下げされたアイルランドダービートライアルではジェフリーチョーサー (Geoffrey Chaucer) が3着になった。これを受けてブックメーカーは、ダービーの2週間前の時点で、ジェフリーチョーサーの倍率を大きく変え、オーストラリアの倍率を少し上げた。降雨の心配から、ダービー直前には道悪巧者のキングストンヒルの倍率が下がり、オーストラリアの倍率はまた少し上がった。前哨戦に全く出なかったのはオーストラリアだけだった。
6月7日のダービーでは、出走馬16頭中、オーストラリアは最終倍率2.375倍の本命、対抗のキングストンヒルが8.5倍、ゴドルフィングループのトゥルーストーリが9倍となった。オーストラリアは輪乗りでも落ち着いていて、最後にゲート入りした。
人気薄で51倍のアワチャンネル (Our Channel) が飛び出してハイペースを作り出し、キングフィッシャー、キングストンヒルが続き、ジョセフ・オブライエン騎手のオーストラリアはその後方に控えた。最終コーナーの手前からオーストラリアが外から進出をはじめ、直線を向くと、キングストンヒルが先頭に立ち、直線の早い段階でオーストラリアがこの先頭争いに加わった。オーストラリアは残り1ハロン近くでキングストンヒルとの競り合いを制して先頭に出ると、最後は1馬身1/4に差を広げてゴールした。
レース後にエイダン・オブライエン調教師はこう語っている。
「いいかい、ずっと前から我々はオーストラリアがすごく特別だとわかっていたんだ。我々はオーストラリアをここへ連れてくるだけでよかった。だがみんな信じてくれなかった。いろいろあったからね。いいかい、things can go wrong so big credit to everyone at home」
ジョセフ・オブライエン騎手のコメント
「オーストラリアほど乗りやすい馬は初めてだ。最高だよ。」
イギリスダービーの3週間後、オーストラリアはカラ競馬場のアイルランドダービーに出走した。キングストンヒルが堅すぎる馬場を嫌って出走を取り消したので、オーストラリアにライバルと呼べそうな馬はおらず、単勝倍率は1.125倍だった。「普段の運動みたいなもの」というほどの楽なレースでオーストラリアは2馬身半差で優勝した。2着にキングフィッシャー、さらに2馬身半差の3着にはオーケストラが入った。
初めての古馬との対戦となったインターナショナルステークスも制しG1・3連勝を飾った。続くアイリッシュチャンピオンステークスではザグレーギャツビーの2着に敗れた。
その後チャンピオンステークスに出走予定だったが、右後肢の蹄に故障を発生し引退。アイルランドのクールモアスタッドで種牡馬入りする。

## 戦歴
| 競走日     | 競馬場           | 競走名                           | 格 | 距離（馬場）     | 頭 数 | 枠 番 | 馬 番 | オッズ （人気） | 着順 | タイム （上り3F） | 着差 | 騎手      | 斤量  | 1着馬（2着馬）      |
| ---------- | ---------------- | -------------------------------- | -- | ---------------- | ----- | ----- | ----- | --------------- | ---- | ----------------- | ---- | --------- | ----- | ------------------- |
| 2013.06.30 | カラ             | 未勝利                           |    | 芝7furlong（GF） | 9     |       | 3     | （1人）         | 2着  |                   |      | J.O'Brien | 131lb | Renaissance Art     |
| 0000.07.20 | カラ             | 未勝利                           |    | 芝7furlong（GF） | 11    |       | 9     | （1人）         | 1着  | 1:25.79           |      | J.O'Brien | 131lb | （Carla Bianca）    |
| 0000.09.07 | レパーズタウン   | BCジュベナイル ターフトライアルS | G3 | 芝1mile（G）     | 4     |       | 3     | （2人）         | 1着  | 1:40.30           |      | J.O'Brien | 129lb | （Free Eagle）      |
| 2014.05.03 | ニューマーケット | 英2000ギニー                     | G1 | 芝1mile（GF）    | 14    |       | 10    | （2人）         | 3着  |                   |      | J.O'Brien | 126lb | Night Of Thunder    |
| 0000.06.07 | エプソム         | 英ダービー                       | G1 | 芝12f10y（G）    | 16    |       | 12    | （1人）         | 1着  | 2:33.63           |      | J.O'Brien | 126lb | （Kingston Hill）   |
| 0000.06.28 | カラ             | 愛ダービー                       | G1 | 芝12f（GF）      | 5     |       | 5     | （1人）         | 1着  | 2:33:19           |      | J.O'Brien | 126lb | （Kingfisher）      |
| 0000.08.20 | ヨーク           | 英国際S                          | G1 | 芝10f88y（GF）   | 6     |       | 6     | （1人）         | 1着  | 2:07:35           |      | J.O'Brien | 123lb | （The Grey Gatsby） |
| 0000.09.13 | レパーズタウン   | 愛チャンピオンS                  | G1 | 芝10f（GF）      | 7     |       | 2     | （1人）         | 2着  |                   |      | J.O'Brien | 126lb | The Grey Gatsby     |

馬場のGFはGood to Firmの略、GはGoodの略

## 種牡馬成績

### 主な産駒
- ガリレオクローム (Galileo Chrome)  - 2020年セントレジャーステークス
- オーダーオブオーストラリア (Order of Australia)  - 2020年ブリーダーズカップ・マイル
- メアオーストラリス (Mare Australis)  - 2021年ガネー賞
- ブルーム (Broome)  - 2021年サンクルー大賞
- オーシャンロード(Ocean Road)  - 2022年ゲイムリーステークス
- ランボーン (Lambourn)  - 2025年ダービーステークス、アイリッシュダービー
- セルセネ(Cercene)  - 2025年コロネーションステークス

## 血統表
| オーストラリアの血統（サドラーズウェルズ系）、Northern Dancer 3×5=15.625% | オーストラリアの血統（サドラーズウェルズ系）、Northern Dancer 3×5=15.625% | オーストラリアの血統（サドラーズウェルズ系）、Northern Dancer 3×5=15.625% | （血統表の出典）   | （血統表の出典） |
| 父 Galileo 1998 鹿毛                                                      | 父の父Sadler's Wells 1981 鹿毛                                            | Northern Dancer                                                           | Nearctic           | Nearctic         |
| 父 Galileo 1998 鹿毛                                                      | 父の父Sadler's Wells 1981 鹿毛                                            | Northern Dancer                                                           | Natalma            |                  |
| 父 Galileo 1998 鹿毛                                                      | 父の父Sadler's Wells 1981 鹿毛                                            | Fairy Bridge                                                              | Bold Reason        | Bold Reason      |
| 父 Galileo 1998 鹿毛                                                      | 父の父Sadler's Wells 1981 鹿毛                                            | Fairy Bridge                                                              | Special            |                  |
| 父 Galileo 1998 鹿毛                                                      | 父の母Urban Sea 1989 栗毛                                                 | Miswaki                                                                   | Mr.Prospector      | Mr.Prospector    |
| 父 Galileo 1998 鹿毛                                                      | 父の母Urban Sea 1989 栗毛                                                 | Miswaki                                                                   | Hopespringseternal |                  |
| 父 Galileo 1998 鹿毛                                                      | 父の母Urban Sea 1989 栗毛                                                 | Allegretta                                                                | Lombard            | Lombard          |
| 父 Galileo 1998 鹿毛                                                      | 父の母Urban Sea 1989 栗毛                                                 | Allegretta                                                                | Anatevka           |                  |
| 母 Ouija Board 2001 鹿毛                                                  | 母の父Cape Cross 1994 黒鹿毛                                              | Green Desert                                                              | Danzig             | Danzig           |
| 母 Ouija Board 2001 鹿毛                                                  | 母の父Cape Cross 1994 黒鹿毛                                              | Green Desert                                                              | Foreign Courier    |                  |
| 母 Ouija Board 2001 鹿毛                                                  | 母の父Cape Cross 1994 黒鹿毛                                              | Park Appeal                                                               | Ahonoora           | Ahonoora         |
| 母 Ouija Board 2001 鹿毛                                                  | 母の父Cape Cross 1994 黒鹿毛                                              | Park Appeal                                                               | Balidaress         |                  |
| 母 Ouija Board 2001 鹿毛                                                  | 母の母Selection Board 1982 鹿毛                                           | Welsh Pageant                                                             | Tudor Melody       | Tudor Melody     |
| 母 Ouija Board 2001 鹿毛                                                  | 母の母Selection Board 1982 鹿毛                                           | Welsh Pageant                                                             | Picture Light      |                  |
| 母 Ouija Board 2001 鹿毛                                                  | 母の母Selection Board 1982 鹿毛                                           | Ouija                                                                     | Silly Season       | Silly Season     |
| 母 Ouija Board 2001 鹿毛                                                  | 母の母Selection Board 1982 鹿毛                                           | Ouija                                                                     | Samanda F-No.12-b  |                  |